# 이상화 (1988년)
이상화(李相華, 1988년 3월 1일~)는 전 KBO 리그 KT 위즈의 투수이다.

## 선수 시절

### 아마추어 시절
경남고등학교 시절 이재곤과 함께 원투 펀치로 활약했다. 경남고등학교 3학년 때였던 2006년 청룡기 전국고교야구 선수권대회에서 최우수 선수로 선정됐으며, 그 해 열린 세계 청소년 야구 선수권 대회의 국가대표로 선발됐다. 이후 2007년 롯데 자이언츠의 1차 지명을 받아 입단하였다.

## 롯데 자이언츠시절
2군 경기에 출전하다가 2009년에 처음으로 1군에 올라와 SK전에서 선발 등판해 승패 없이 5.1이닝 7피안타, 1볼넷, 3탈삼진, 2실점을 기록했다. 2009년 5월 19일 두산전 선발 등판했다가 6회에 팔꿈치 통증을 느껴 교체됐으며, 그 날 패전 투수가 됐다. 강판된 후 병원의 검진 결과 팔꿈치 인대가 손상됐다는 진단을 받았다. 결국 3경기 만에 시즌을 마감했고, 팔꿈치 인대 수술을 받은 뒤 2009년 7월 6일부터 재활군에 합류해 치료와 훈련을 병행했다. 시즌 후 입소해 부산 도시철도에서 공익근무요원으로 대체 복무를 마치고 소집 해제됐다. 복귀 후 2012년 6월 20일 SK전을 앞두고 1군에 올라와 그 날 선발로 등판해 복귀전을 치렀지만 3.1이닝 6피안타, 1탈삼진, 2사사구, 2실점으로 패전 투수가 됐다. 경기 후 다시 2군으로 강등됐고, 1군에 더 이상 올라오지 못한채 복귀 첫 시즌을 마감했다. 2013년 9월 19일 NC전에 구원 등판해 1.1이닝을 무실점을 기록했고 이우민의 끝내기 희생타로 데뷔 첫 승을 거뒀다. 2013년 9월 26일 KIA전에서 첫 선발 승을 거뒀다. 2015년 2차 드래프트를 통해 kt 위즈로 이적했다.

## KT 위즈시절
2016년 4월 30일 이적 후 1군에 등록됐다. 2020년 8월 13일에 방출됐다.

## 출신 학교
- 부산양정초등학교
- 경남중학교
- 경남고등학교

## 배우자
- 고유정(2017년~)

## 통산 기록
| 연도 | 팀명  | 평균자책점 | 경기 | 완투 | 완봉 | 승 | 패 | 세 | 홀 | 승률  | 타자 | 이닝 | 피안타 | 피홈런 | 볼넷 | 사구 | 탈삼진 | 실점 | 자책점 |
| ---- | ----- | ---------- | ---- | ---- | ---- | -- | -- | -- | -- | ----- | ---- | ---- | ------ | ------ | ---- | ---- | ------ | ---- | ------ |
| 2009 | 롯데  | 3.86       | 3    | 0    | 0    | 0  | 1  | 0  | 0  | 0.000 | 73   | 16.1 | 22     | 1      | 3    | 0    | 11     | 8    | 7      |
| 2012 | 롯데  | 5.40       | 1    | 0    | 0    | 0  | 1  | 0  | 0  | 0.000 | 16   | 3.1  | 6      | 0      | 2    | 0    | 1      | 2    | 2      |
| 2013 | 롯데  | 4.97       | 12   | 0    | 0    | 2  | 1  | 0  | 1  | 0.667 | 114  | 25.1 | 32     | 4      | 9    | 0    | 18     | 17   | 14     |
| 2014 | 롯데  | 9.33       | 10   | 0    | 0    | 1  | 3  | 0  | 0  | 0.250 | 135  | 27   | 42     | 4      | 15   | 3    | 16     | 28   | 28     |
| 2015 | 롯데  | 6.55       | 14   | 0    | 0    | 3  | 8  | 0  | 0  | 0.273 | 255  | 55   | 69     | 7      | 25   | 1    | 35     | 43   | 40     |
| 2016 | KT    | 7.99       | 16   | 0    | 0    | 0  | 0  | 0  | 0  | -     | 160  | 32.2 | 55     | 7      | 10   | 0    | 24     | 32   | 29     |
| 2017 | KT    | 3.95       | 70   | 0    | 0    | 4  | 3  | 6  | 4  | 0.571 | 277  | 66   | 68     | 4      | 16   | 4    | 57     | 32   | 29     |
| 2018 | KT    | 2.61       | 11   | 0    | 0    | 0  | 0  | 2  | 3  | -     | 43   | 10.1 | 6      | 0      | 5    | 1    | 14     | 3    | 3      |
| 2020 | KT    | 5.40       | 18   | 0    | 0    | 1  | 1  | 0  | 1  | 0.500 | 65   | 15   | 11     | 2      | 10   | 0    | 7      | 9    | 9      |
| 통산 | 9시즌 | 5.80       | 155  | 0    | 0    | 11 | 18 | 8  | 9  | 0.370 | 1138 | 251  | 311    | 29     | 95   | 9    | 183    | 174  | 161    |